# Litsea trichophylla
Litsea trichophylla är en lagerväxtart som beskrevs av André Joseph Guillaume Henri Kostermans. Litsea trichophylla ingår i släktet Litsea och familjen lagerväxter. Inga underarter finns listade i Catalogue of Life.